# Congrès mondial pour la composition échiquéenne
Le Congrès mondial pour la composition échiquéenne est organisé tous les ans par la commission permanente pour la composition échiquéenne de la FIDE.
Il dure une semaine pendant laquelle sont organisées plusieurs activités, dont bien sûr divers concours de composition et en particulier :
- le championnat du monde de solutions de problèmes d'échecs